# Вейденес
Вейденес (нід. Wijdenes) — село в нідерландській провінції Північна Голландія, на узбережжі Маркермера. Входить до муніципалітету Дрехтерланд.
Його площа — 10,20 км², а населення станом на 2021 рік становило 1390 осіб.
До 1970 року мало статус окремого муніципалітету.

## Галерея

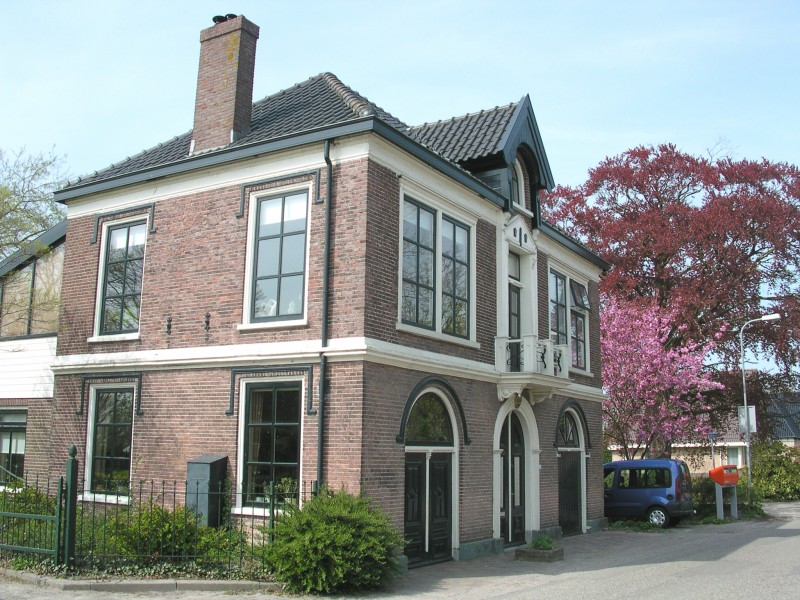
Будівля колишньої мерії
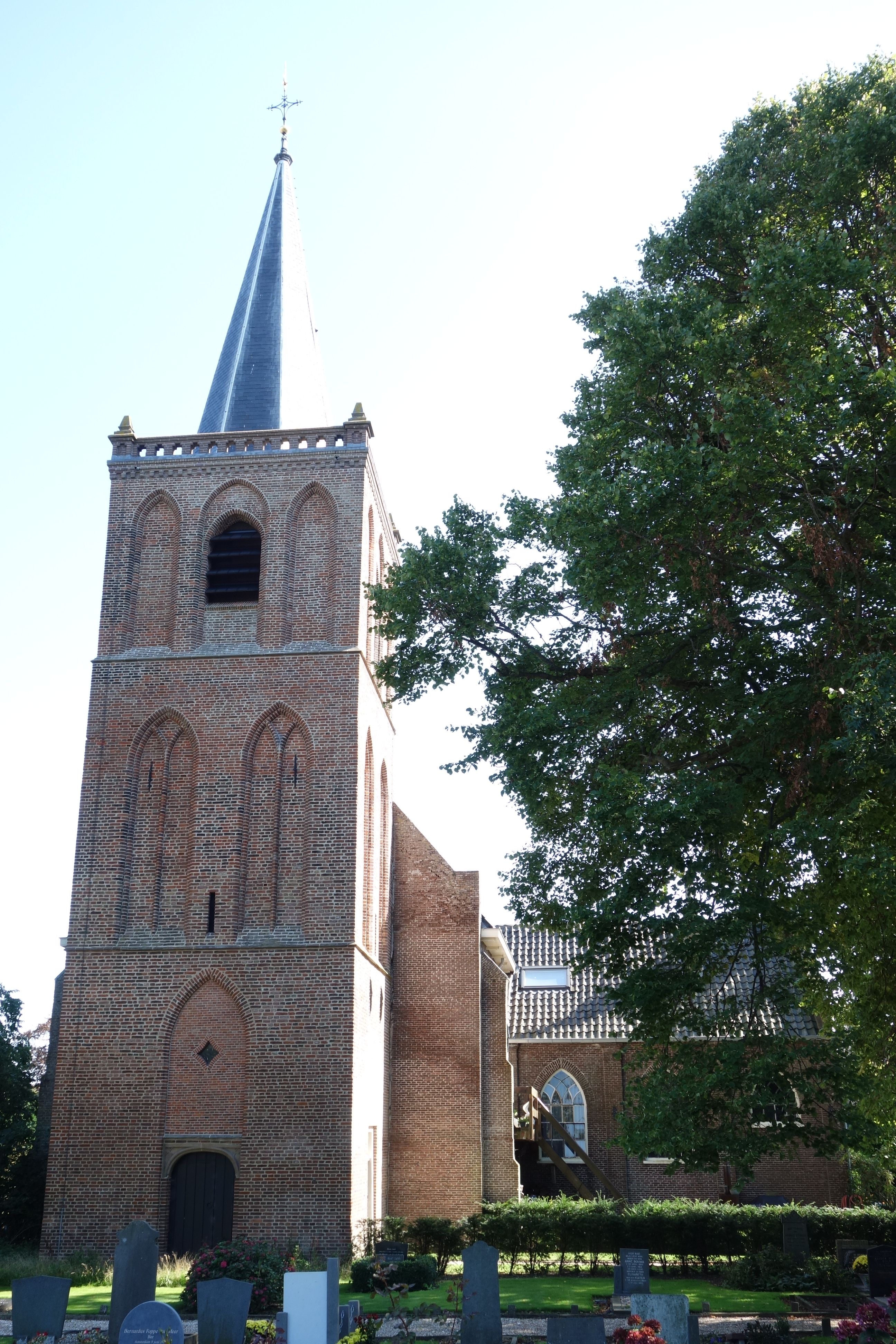
Реформістська церква
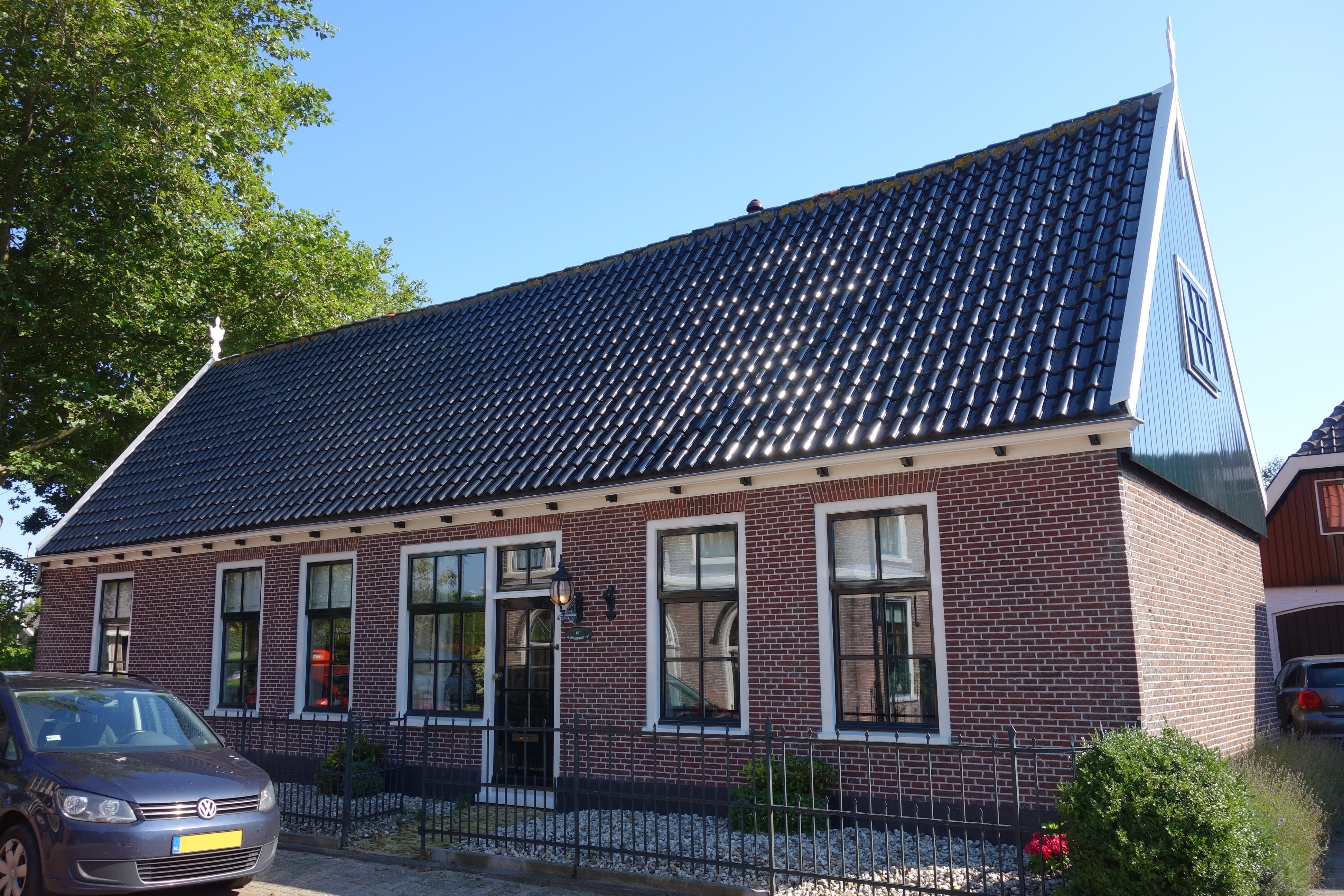
Будинок у Вейденесі
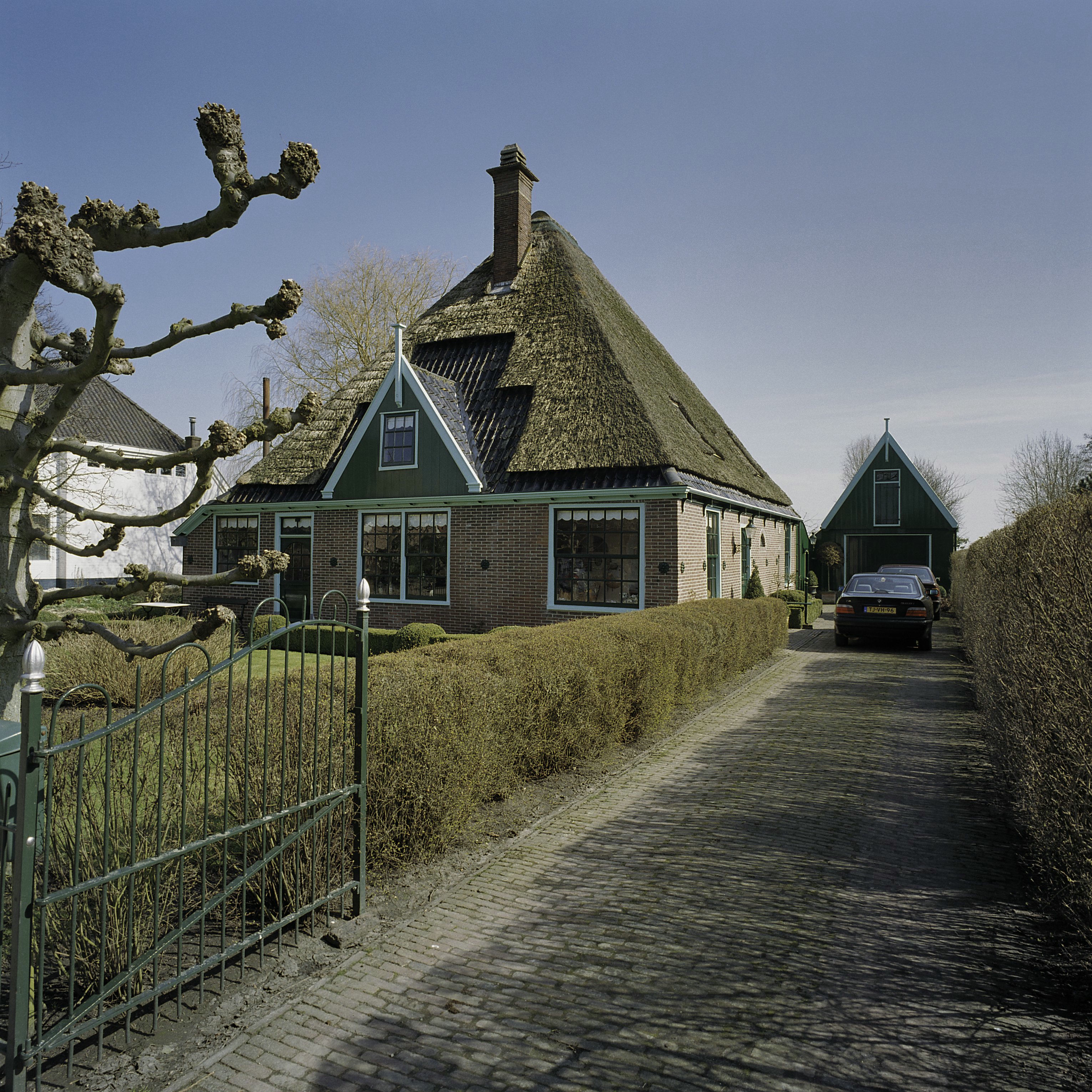
Ферма у Вейденесі